# 川勝広氏
川勝 広氏（かわかつ ひろうじ）は、江戸時代前期の旗本。広氏流川勝家の初代当主。

## 生涯
川勝広綱の二男として江戸に生まれた。寛永16年（1639年）2月5日、初めて将軍徳川家光に拝謁した。寛永17年（1640年）3月19日、召されて書院番に列し、寛永19年（1642年）12月10日に蔵米300俵を給わって旗本家を興した。子孫の家紋は桐に鳳凰、釘抜、五三桐。通し字は「広」。
慶安3年（1650年）9月3日、西城から本城勤めとなった。寛文元年（1661年）12月10日、甥の川勝広有より丹波国氷上郡内に700石の分知を受け、先の蔵米は返上した。後に番を辞して、小普請となった。
貞享4年（1687年）7月16日に没した。没年齢不詳。家督は嫡男の広成が継いだ。